# Дюрфор (сеньория)
Сеньория Дюрфор (фр. Durfort) — феодальное владение в Южной Франции, располагавшееся в современном французском департаменте Од. Граничило с сеньорией Терм и находилось к востоку от Лима и юго-востоку от Каркассона.

## История
В 1093 году в исторических документах упоминаются потомки Теодомара де Дюрфор. Он имел двух сыновей: Фалько (ум. до 1093), единственного известного сеньора Дюрфора и Раймунда Теодомара (ум. до 1093). Далее говорится о сыновьях и внуках каждого из братьев. Старший сын Теодомара  Фалько имел более несколько сыновей, старшим из которых был Бертран (ум. после 1093). Ни он, ни кто-либо ещё из этого рода не упоминался как сеньор Дюрфора.

## Список сеньоров Дюрфора
- до 1093 : Фалько (ум. до 1093)